# ポラリス・インダストリーズ

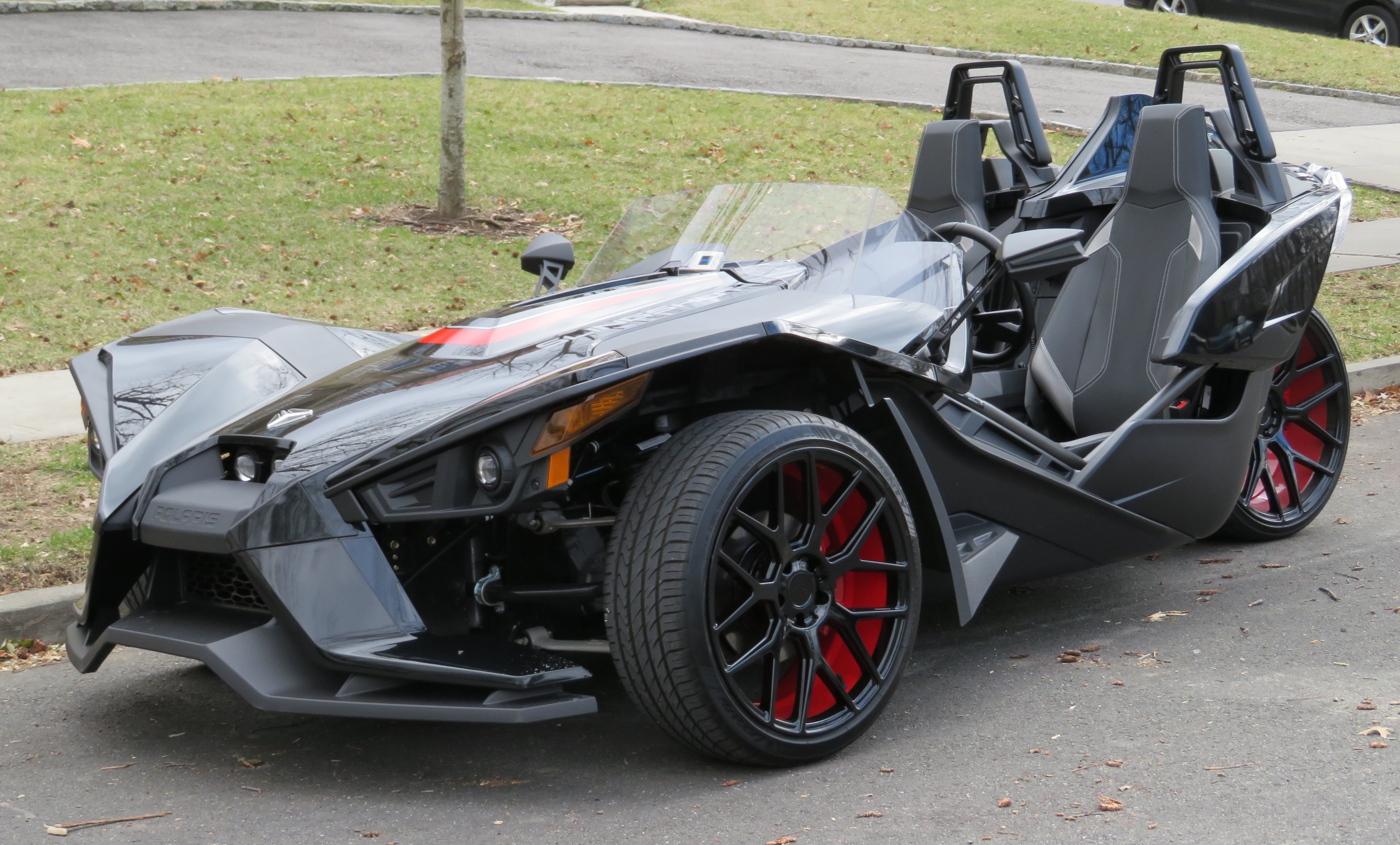
三輪スポーツカーのスリングショット(2018年)

ポラリス・インダストリーズ（Polaris Industries）はオフロード系の輸送機器を中心にスノーモービル、サイド・バイ・サイド・ビークル、全地形対応車、三輪自動車、ネイバーフッド・エレクトリック・ビークルを製造するアメリカ合衆国のメーカーである。
オートバイのインディアン、雪上バイクのティンバースレッド、オフロード系車両のアフターパーツのトランスアメリカンオートパーツ、ボートのボートホールディングスを傘下企業に持つ。

## 経歴

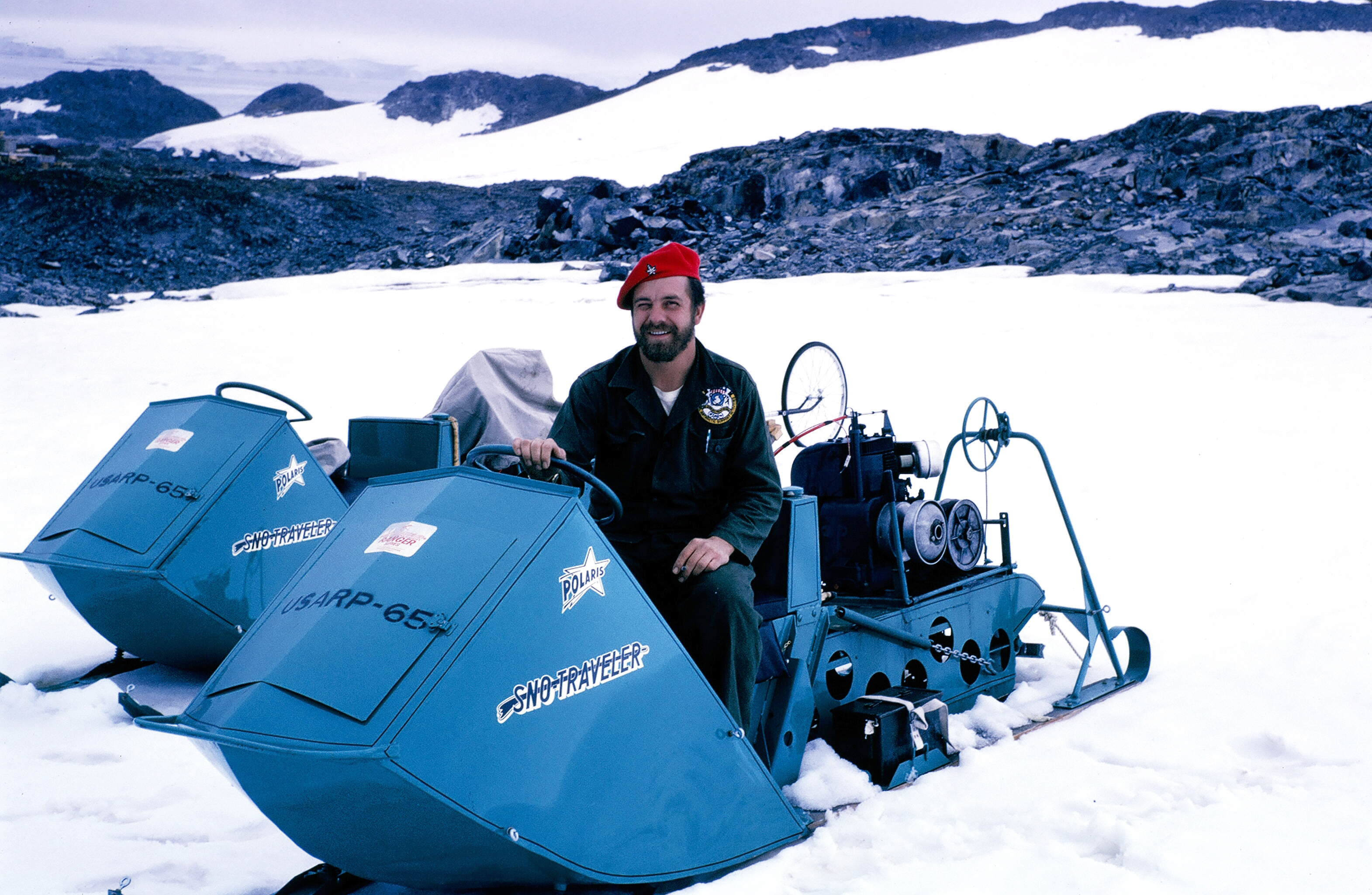
1960年代半ばに南極基地で使用されていたスノーモービル

1954年にエドガー・ヘイティーンらによって創立され、1955年に最初のスノーモービルを製造した。1956年に生産ラインをミネソタ州に移した。1960年にはエドガー率いる3人のスノーモービル乗りがベセルからアラスカの荒野を120マイルかけて走破した。
1968年にテキストロンに買収された。またこの年、スノーモービルの「スター」から富士重工業（現SUBARU）製ロビンエンジンを採用。以来30年近くに渡り富士重工業はポラリス唯一のエンジンサプライヤーを務めるようになる。
1976年に会社初の水冷エンジンのスノーモービル、そして独立懸架サスペンションのスノーモービルを発売した。
1987年に公開会社となった。
1992年には水上オートバイの製造を開始したが、2004年に製造中止となった。
1995年から自社内製エンジンも投入するようになり、富士重工業の単独エンジン供給時代は区切りを迎えた。この年初めて売上10億ドルを突破。
1997年にオートバイブランドのビクトリー・モーターサイクルを誕生させ、CART/インディ500王者のアル・アンサーJr.がプロモーションに参加した。
1999年に初のSxS（サイド・バイ・サイド・ビークル）となるレンジャーを発売した。
2005年、KTMの株式の24%を買い付け提携することを発表したが、2006年にKTM・ポラリスともに早期に契約を終了することを発表している。2005年からフランスのエクストリームプラスと関係を持ち、現在までのラリーレイドにおける成功の礎を築いた。
2007年、革新的な構造を持つスポーツSxSの「RZR」を発売した。
2010年に工場をオセロラからメキシコに移した。
2011年にインディアンを子会社化する。この年、年間売上額は20億ドルに到達。
2013年11月に、富士重工業が所有していた自社株（396万株、4億9750万ドル）を、自社の現金及びリボルビング信用枠に基づく借入2億5000万ドルを組み合わせて全て買い戻し、半世紀に渡る関係に終止符を打った。2013年時点でポラリスのスノーモービルやオフロード車の1/4が富士重工業製エンジンを搭載していたが、徐々に内製エンジンへ切り替えていく方向を示した。富士重工業はこの4年後、産業用機器や汎用エンジンの分野から撤退した。
2014年、北米以外では初となる工場をポーランドに設立。

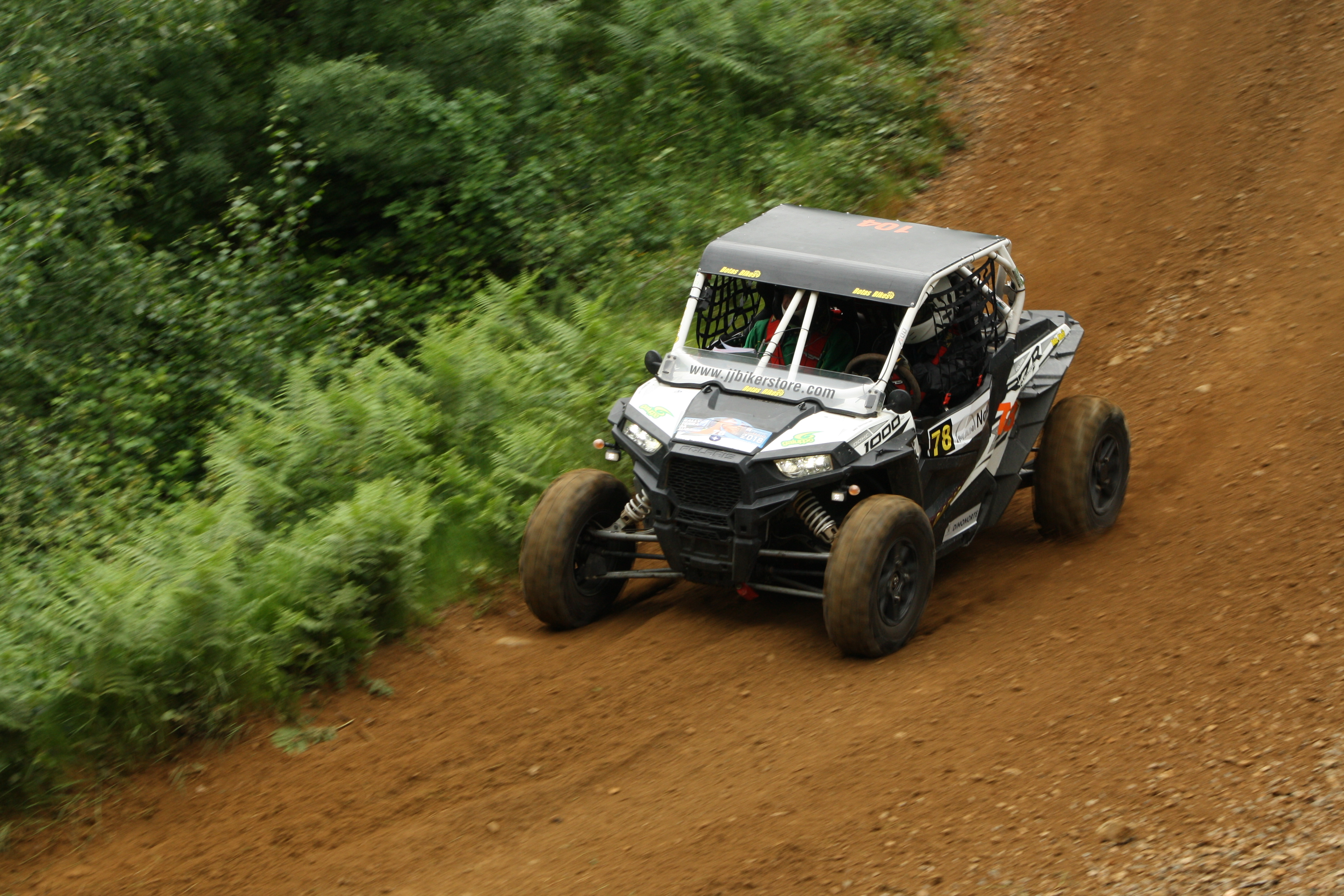
乗用車に混じってローカルラリーに参戦するポラリス・RZR XP1000（2018年スペイン）

2015年に雪上バイクのティンバースレッド社を買収。ダカール・ラリーのT3（軽量バギー）クラスでは4年連続勝利を達成した。
2016年にトランスアメリカンオートパーツ社を買収。
2017年に年間売上50億ドルを突破し、レンジャーは累計生産100万台目に到達。一方でオートバイのビクトリーブランドを製造終了した。この年ダカール・ラリーではUTV（SxS）が部門として独立し、エクストリームプラスからポラリスをドライブしたブラジル人のレアンドロ・トーレスが初代勝者となり、四輪の下位クラスだった2012〜2016年と合わせてT3カテゴリでダカール6連勝を達成した。
2018年に4つのボートブランド（ベニントン、ゴッドフリー、ハリケーン、リンカー）を持つボート・ホールディングスを買収。
2019年にフリート販売のニーズに合わせて会社を支援する体験会社ポラリス・アドベンチャーズを設立した。
2025年、アメリカ合衆国の大統領専用車にポラリス社製の4WDバギー車をベースした装甲車を新たに採用している。

## 製品

### ATV

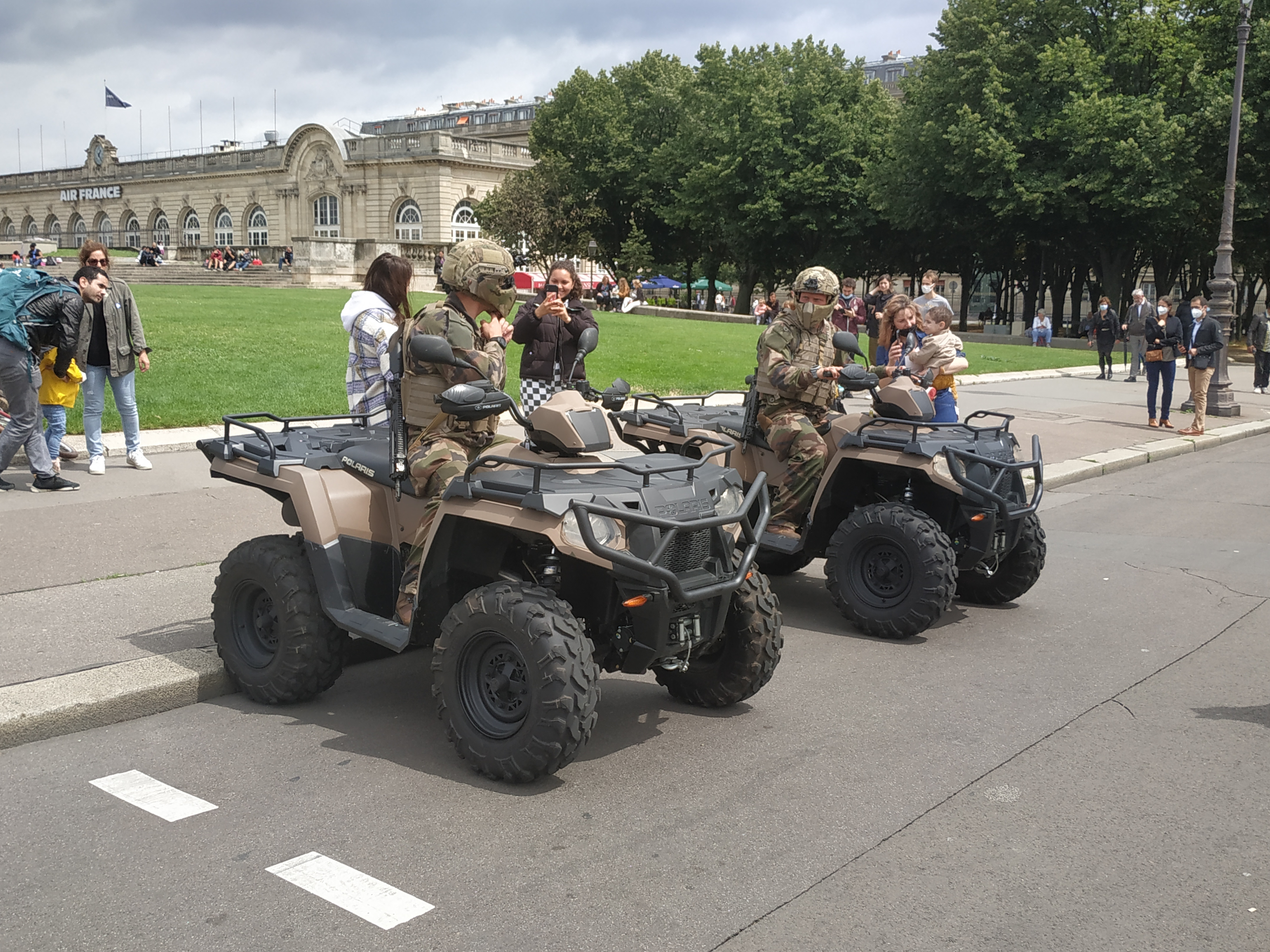
ポラリス・スポーツマン570（2021年）

- スポーツマン

### サイド・バイ・サイド・ビークル

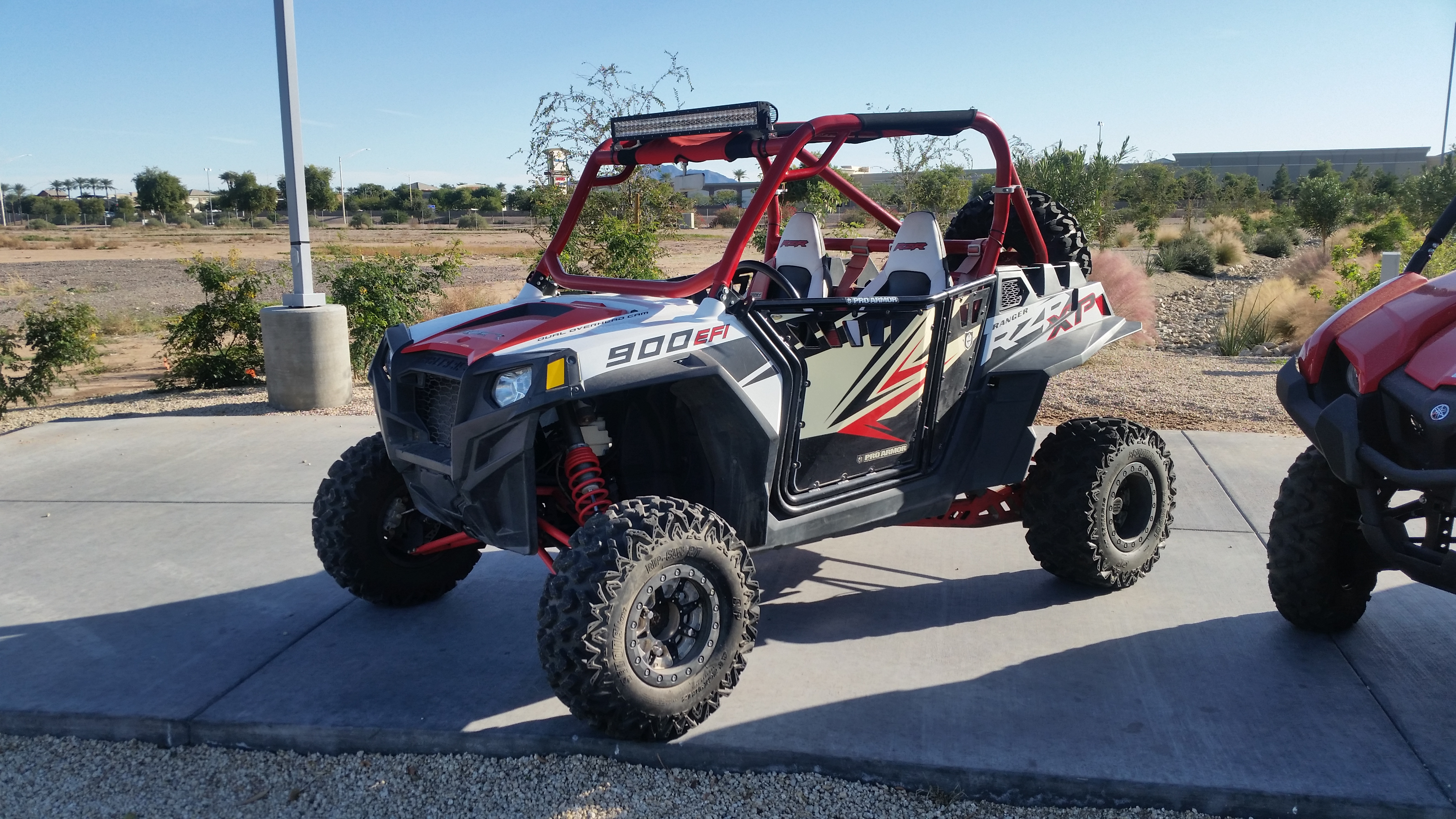
スポーツSxSのRZR

- RGR
- RZR
- GENERAL

### 政府・防衛用モデル

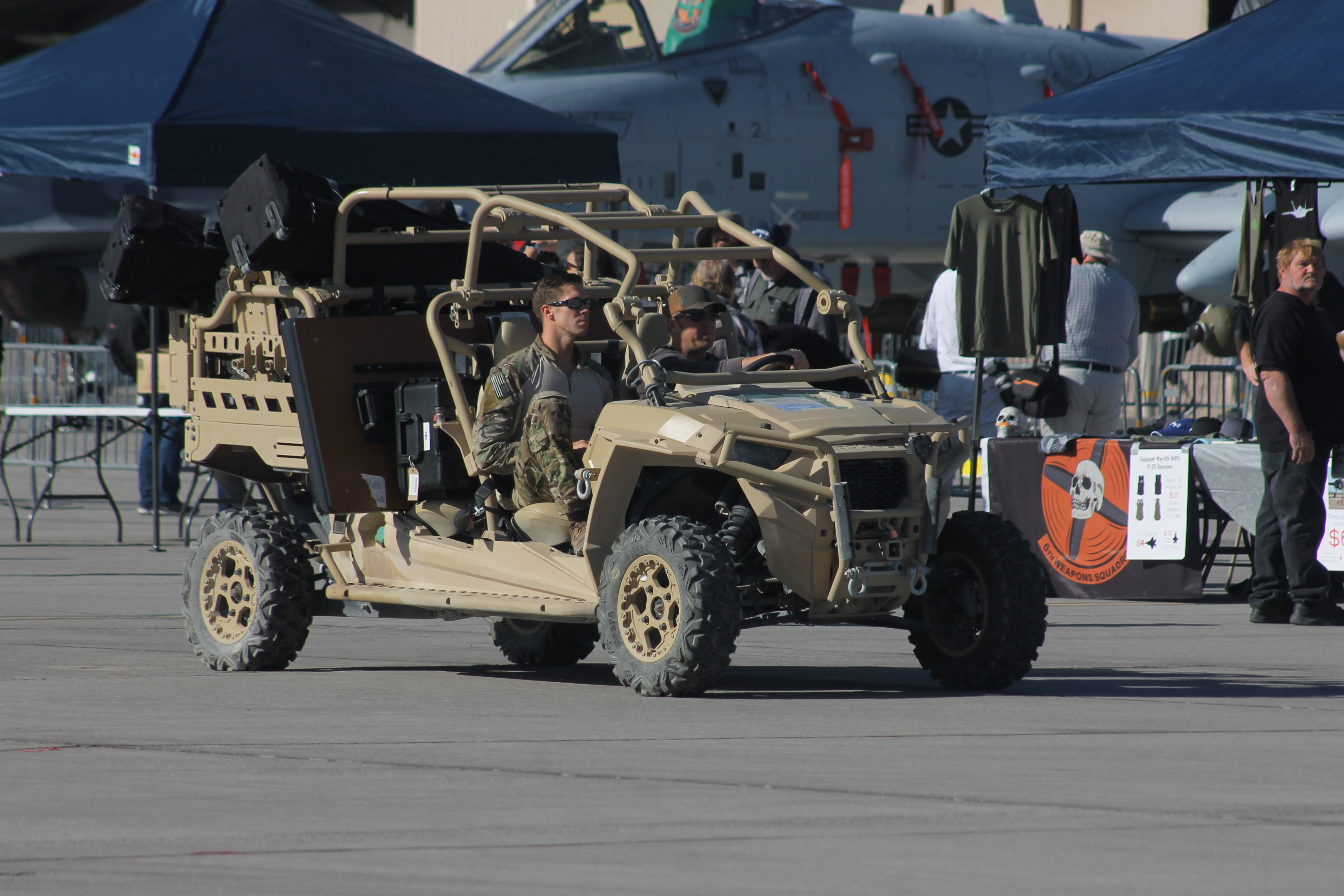
MRZR（2019年）

- MRZR Alpha
- MRZR Diesel
- Dagor A1
- SPORTSMAN MV850

### スノーモービル
- PRO RMK
- RMK KHAOS
- RMK EVO
- VOYAGEUR
- TITAN